# Incalvertia valdiviana
Incalvertia valdiviana är en fjärilsart som beskrevs av Bartlett-calvert 1893. Incalvertia valdiviana ingår i släktet Incalvertia och familjen mätare. Inga underarter finns listade i Catalogue of Life.